# Lithosfære
Lithosfæren (græsk: líthos for sten og sphaîra for kugle) er de yderste 100 km af den faste jord og er hård, stiv og relativ kold. (Dette gælder for vores planet, jorden. På andre planeter menes den at have en markant anden tykkelse).
Lithosfæren består af jordskorpen og den øverste del af kappen. Jordskorpen er den øverste del af lithosfæren og er 10-70 km tyk. Lithosfæren er opdelt i tektoniske plader og glider på den underliggende, bløde asthenosfære.
Det sker, at lægfolk fejlagtigt kalder jordskorpen alene for lithosfæren.